# Stefan Bemström
Stefan Bemström, född 1 mars 1972, är en svensk före detta ishockeyspelare. 
Bemström har Södertälje som moderklubb och gjorde sina två första matcher ombytt med A-laget i Elitserien i ishockey 1990/1991 som junior. De första två säsongerna med seniorspel gjordes dock i SSK:s farmarlag IK Tälje i dåvarande andradivisionen division 1 i ishockey. Från säsongen 1992/1993 var Bemström ordinarie back i Södertälje som dock degradrats ner till ettan. Han var med om att ta upp laget till elitserien igen men efter en tvåårig sejour degraderades laget igen och Bemström valde att skriva på för Timrå IK, även de i ettan. Efter en säsong i Timrå återkom Bemström till Södertälje och stannade i ytterligare fem år där en höjdpunkt blev uppflyttningen 2001. Säsongen efter var Bemströms kanske bästa i karriären där han bland annat fick göra debut med Tre Kronor och spelade karriärens enda tre landskamper.
2004 blev Bemström klar för Leksands IF i andraserien allsvenskan i ishockey och var med om att ta upp Leksand till elitserien första året. Efter två år i Leksand återvände Bemström till Södertälje igen.
Efter säsongen 2010/2011 hade Bemström gjort totalt 477 matcher i högsta serien med Södertälje (429) och Leksand (48). Han är den spelare som gjort flest matcher genom tiderna med SSK, 767 matcher under 17 säsonger. Han är även den äldsta spelare som representerat SSK. Sommaren 2012 tillkännagav Bemström att han slutar på grund av skadeproblem.
Även Stefan Bemströms bror Jörgen Bemström spelade i Södertälje SK och gjorde över 500 matcher för klubben.